# Декол золотистий
Декол золотистий (Colaptes auratus) — середнього розміру північноамериканський птах родини дятлових (Picidae), який також є одним з небагатьох дятлів, що мігрує до Південної Америки, на Кубу та Кайманові острови. Птах любить сидіти на дереві, тому часто можна його побачити на гілках. Широко розповсюджений, яскравий, помітний птах з голосним криком.

## Вигляд
Яскраво забарвлений дятел з червоною «косинкою» на потилиці, сіро-брунатною головою і шиєю, чорним нагрудником і пістрявим корпусом - спина і крила зверху з поперечними чорними смугами на буруватому фоні, а боки, груди і низ - із темними «яблуками» на світлішому бежевому. В польоті птах демонструє чудові золотисті, у деяких підвидів — рудуваті чи рожеві — пера низу крил і хвоста. Існує кілька підвидів, які відрізняються певними елементами забарвлення. Самці можуть мати чорні або червоні «вуса», відсутні або тьмяні у самок. У інших форм відсутня або неясно виражена «косинка» на потилиці. Дві найпоширеніші форми - червонострижнева (у якої стрижні махових пер і хвоста рожеві), більше приурочена до Заходу Північної Америки і жовтострижнева (стрижні жовтого кольору) — східна.

## Поведінка

### Залицяння
Деколів золотистих легко побачити і почути навесні, напочатку сезону розмноження, коли вони видають голосні крики «войка-войка-войка» і «кекекекеке». Як зазначають деякі дослідники, у деколів останній може часто замінювати дріб. У цей час вони паруються, конкурують між собою та захищають територію, будучи зручними об'єктами спостереження. Для влаштування гнізда використовують дупла, які вони або використовують повторно, або видовбують у тому самому дереві. Виявити дупло можна за свіжими скіпками. Птахи найбільш активні поблизу свого дупла. В інший час вони проявляють подібну поведінку восени, безпосередньо перед міграцією. Територія живлення трохи менша від кілометра, — таку площу пара може старатись захистити перед відкладанням яєць, але у гніздовому періоді птахи вступатимуть у конфлікт із порушниками лише в безпосередній близькості від гнізда. Деколи створюють пару на життя, повертаючись на ту саму гніздову територію, однак процедура залицяння, іноді втрьох, з конкуруючими птахами, повторюється щороку.

### Гніздування
Дупло влаштовують у стовбурах сухих дерев, у сухих верхівках чи конарах на живих деревах, а часом (дуже рідко) навіть у норі на землі. Як правило, дупло золотистого декола можна виявити на висоті від 3 до 10 м. Отвір близько 5 см діаметром. Всередині вистелене самими лише деревними стружками. Дзьоб декола загнутий, не такий міцний, як у інших дятлів, то ж вони користають із природних дір, притрухлого дерева чи сучкових отворів. Знайшовши таке дерево, пара деколів використовує його з року в рік. Обоє птахів довбають дупло, але самець бере на себе переважну частку роботи. Можна знайти багато початих, але не скінчених дупел — чи то через твердість деревини, чи через незручне розміщення. Часом птахи, обстеживши, використовують те саме дупло з невеликими поправками. 

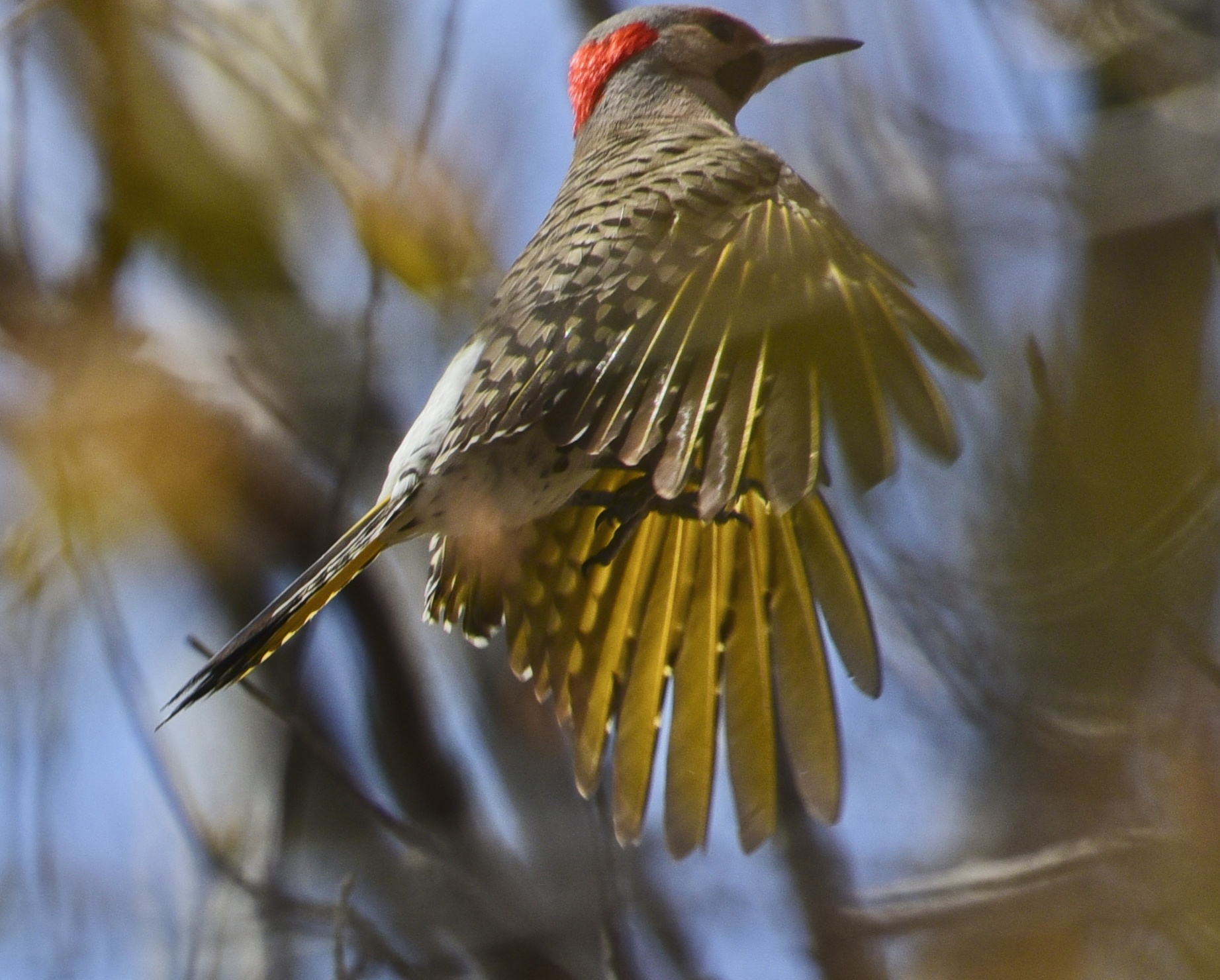
декол у польоті
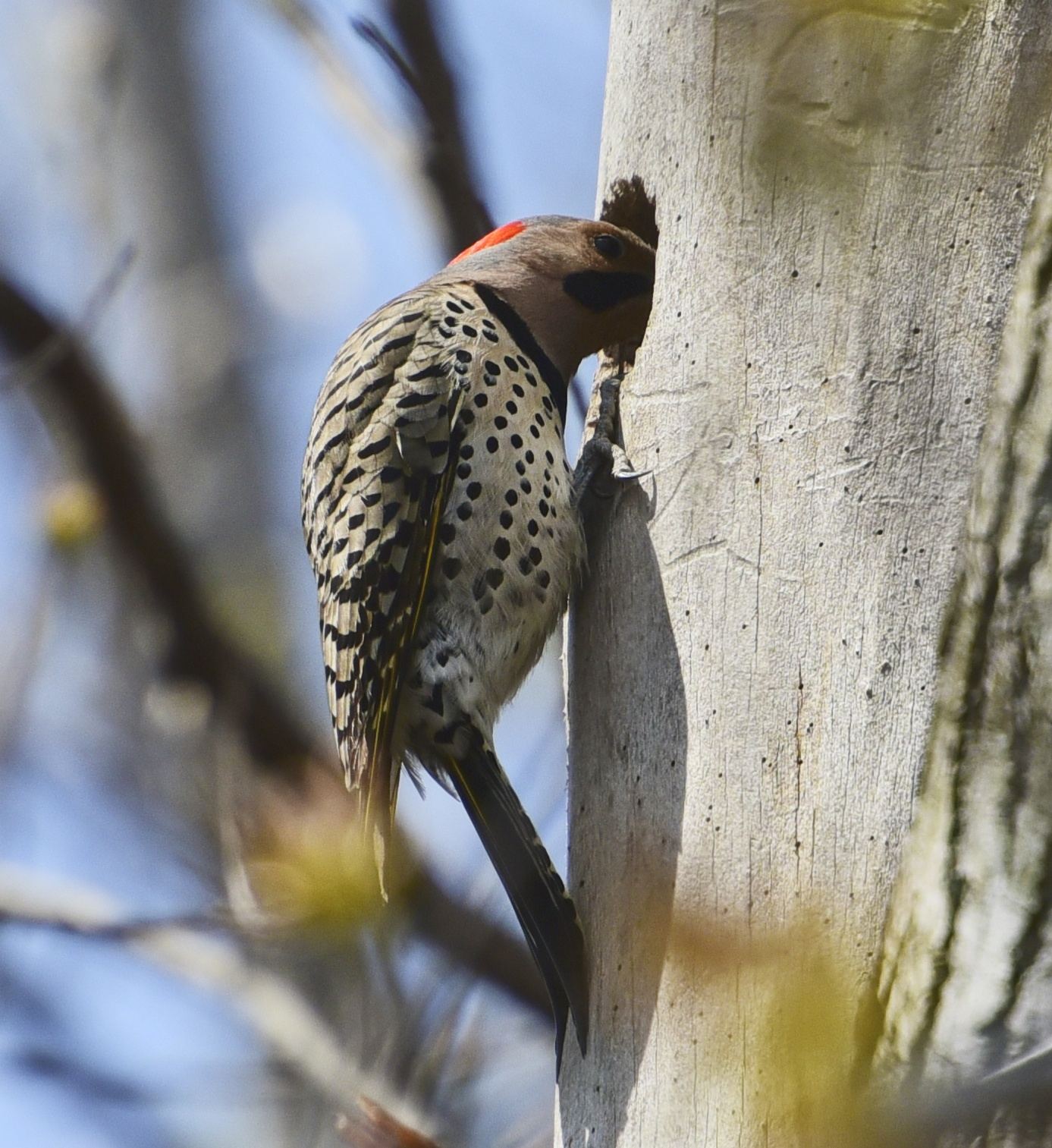
декол обстежує дупло
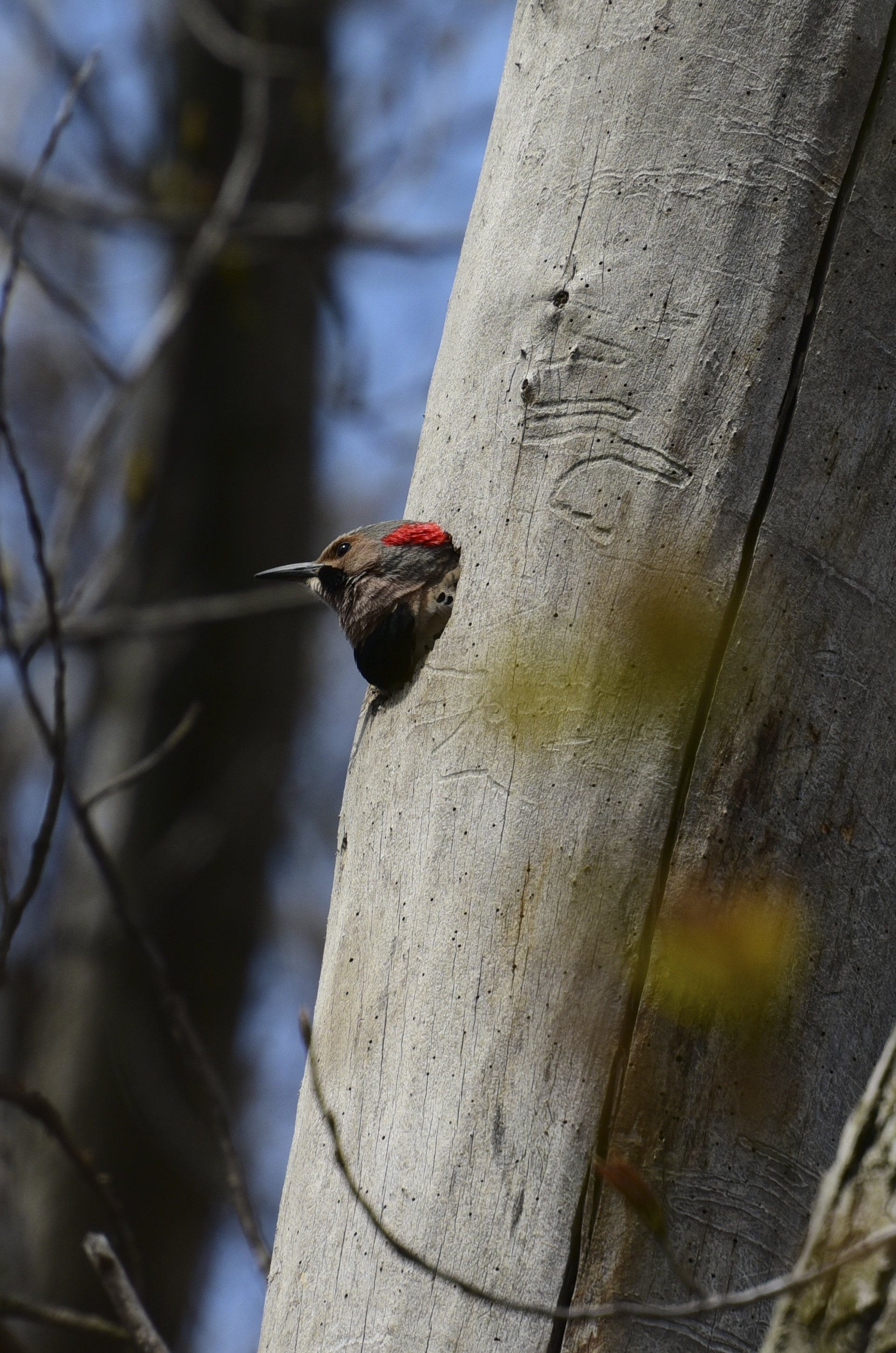
декол визирає з дупла
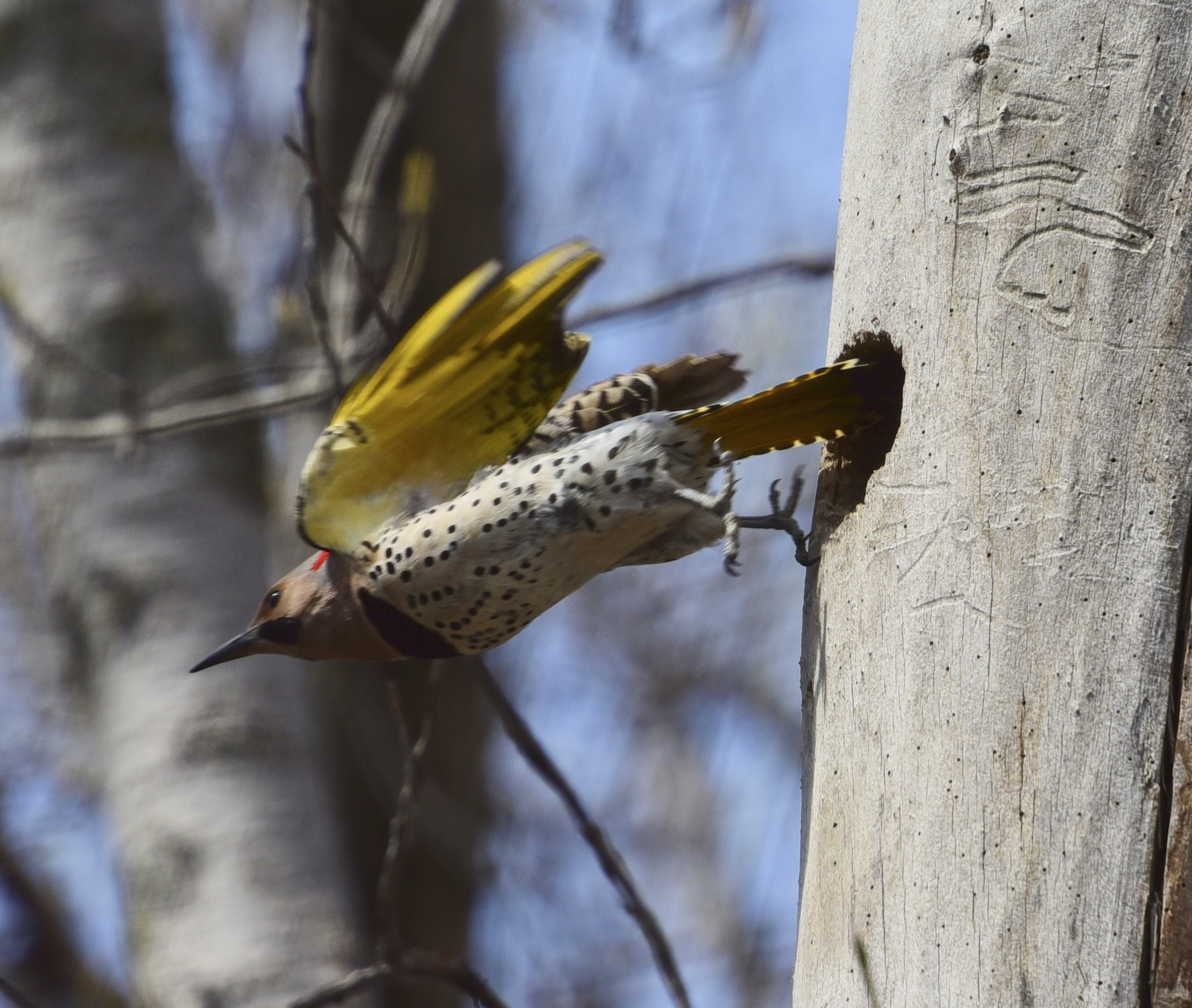
декол вилітає з дупла